# تاريخ مونستر
يشمل تاريخ مدينة مونستر في وستفاليا في ألمانيا أكثر من 1200 سنة منذ تأسيس المدينة، كما يمكن متابعة تاريخ سكن الإنسان في موقعها إلى زمن ما قبل التاريخ. تعد مركزاً سياسياً وثقافياً واقتصاديا لبلاد مونستر نظرأ لكونها مقرا للأسقفية، ونظرا لدورها المهم في عهد الهانزه في وستفاليا (زوست (أو كما وردت قديماً بالعربية: شوشيت)، دورتموند، وأسنابروك وهام). تفتقر المعلومات التاريخية عن مونستر لغاية النصف الأول من القرن السادس عشر إلى الدقة، بسبب حرق مجددي العماد لكامل الأرشيف المونستري خلال حكمهم للمدينة، مما يجعل البيانات التاريخية تعتمد على الوثائق التي لم تكن محفوظة داخل المدينة في ذلك الحين.

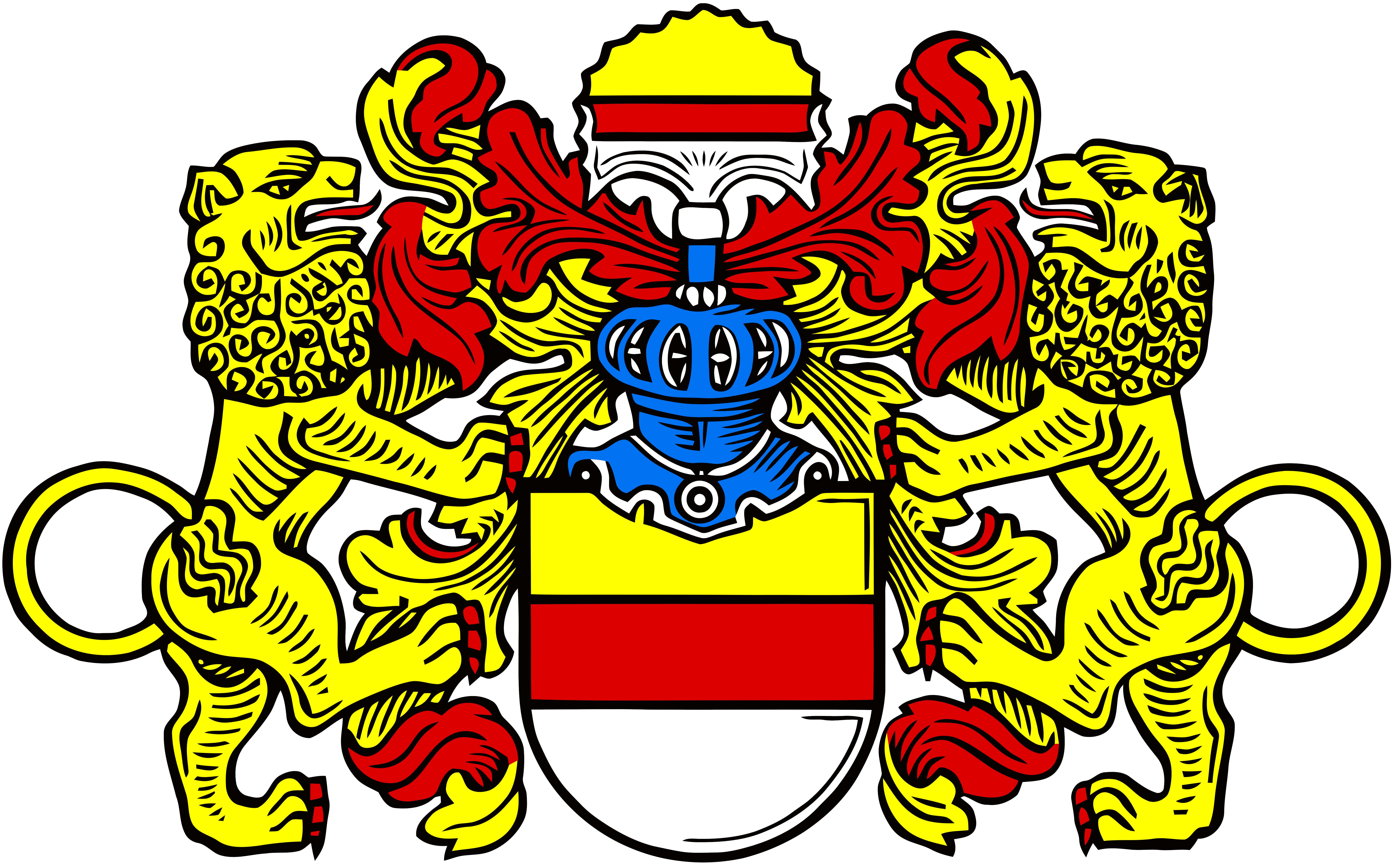
شعار النبالة التابع لمدينة مونستر في نسخته الزخرفية

## المستوطنة السكسونية القديمة
قامت منذ القرن السادس الميلادي في موقع كاتدرائية مونستر المستوطنة السكسونية ميميغرنافورد.

## العصور الوسطى
أنشأ المبشر الفريزي لودغر ديراً (باللاتينية:Monasterium) قرب مخاضة على نهر الآ في سنة 793 أعطى للمدينة التي ستنشأ هنا اسمها. أسس البابا ليو الثالث سنة 799 خلال لقائه مع الإمبراطور شارلمان أبرشية مونستر، وأبرشيات أسنابروك، مندن وبادربورن. في سنة 805 قلد لودغر مهام أسقف مونستر وبوشرت أعمال بناء الكاتدرائية.
منحت مونستر سنة 1170 حقوق المدينة نظراً لتزايد عدد السكان. وبنيت في تلك الفترة تحصينات المدينة. بلغ طول السور 4 كيلومترات أضيفت إليها أسوار وتحصينات أخرى في منتصف القرن الرابع عشر. في تلك الأثناء أصبحت مونستر أكبر مدينة في وستفاليا. لعب النظام الإقطاعي دورا هاما في دستور المدينة في العصور الوسطى المتأخرة، حيث أعطى للإقطاعيين صلاحية انتخاب أعضاء مجلس البلدية.
نالت مونستر بين سنة 1358 و 1454 موقعا هاما في وستفاليا، كعضو في رابطة الهانزة ثم كمركز متقدم للرابطة بداية من 1494. ويشهد سوق «البرنسيبال» بمتاجره التاريخية الفاخرة على تلك الحقبة، هذه المتاجر التي دمرت معظمها خلال الحرب العالمية الثانية، وأعيد بناؤها، أحيانا بشكل مبسط.

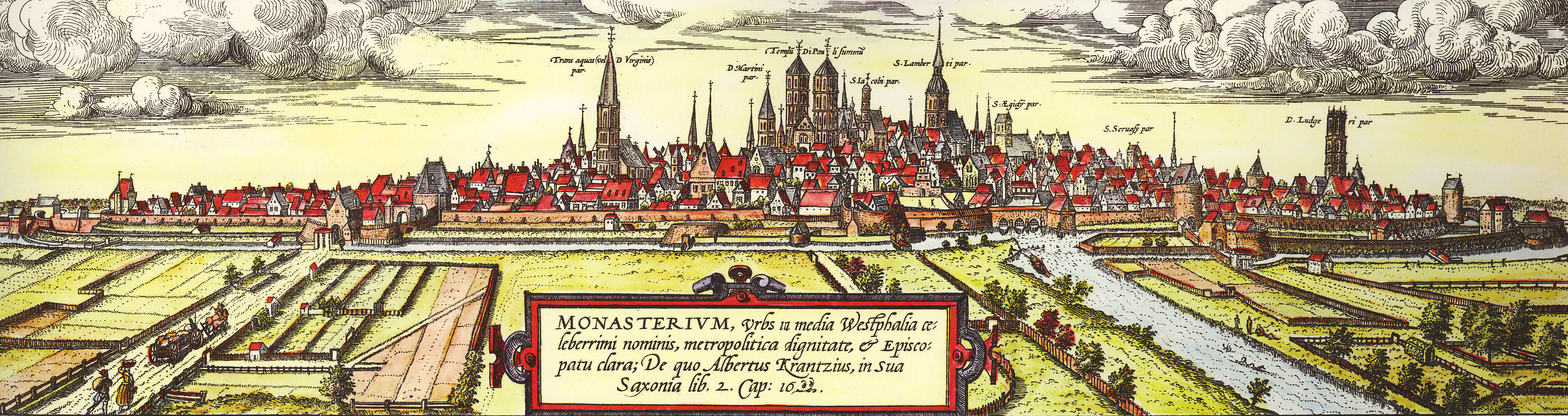
نظرة عامة من الجهة الجنوبية الغربية على مونستر، من أعمال رميغيوس هوغنبرغ من سنة 1570 تأسيسا على رسم أقدم لهيرمان توم رينغ. إلى اليسار كنيسة "عبر الماء" مع القبة الأصلية الزائلة اليوم، في الوسط كاتدرائية القديس بولس، وإلى يمينها كنيسة "لامبرت" وفي أقصى اليمين كنيسة "لودغر". في المقدمة أمام الكاتدرائية الجزء الجديد من أعمال التحصين في موقع دخول الآ إلى المدينة.

## العصور الحديثة

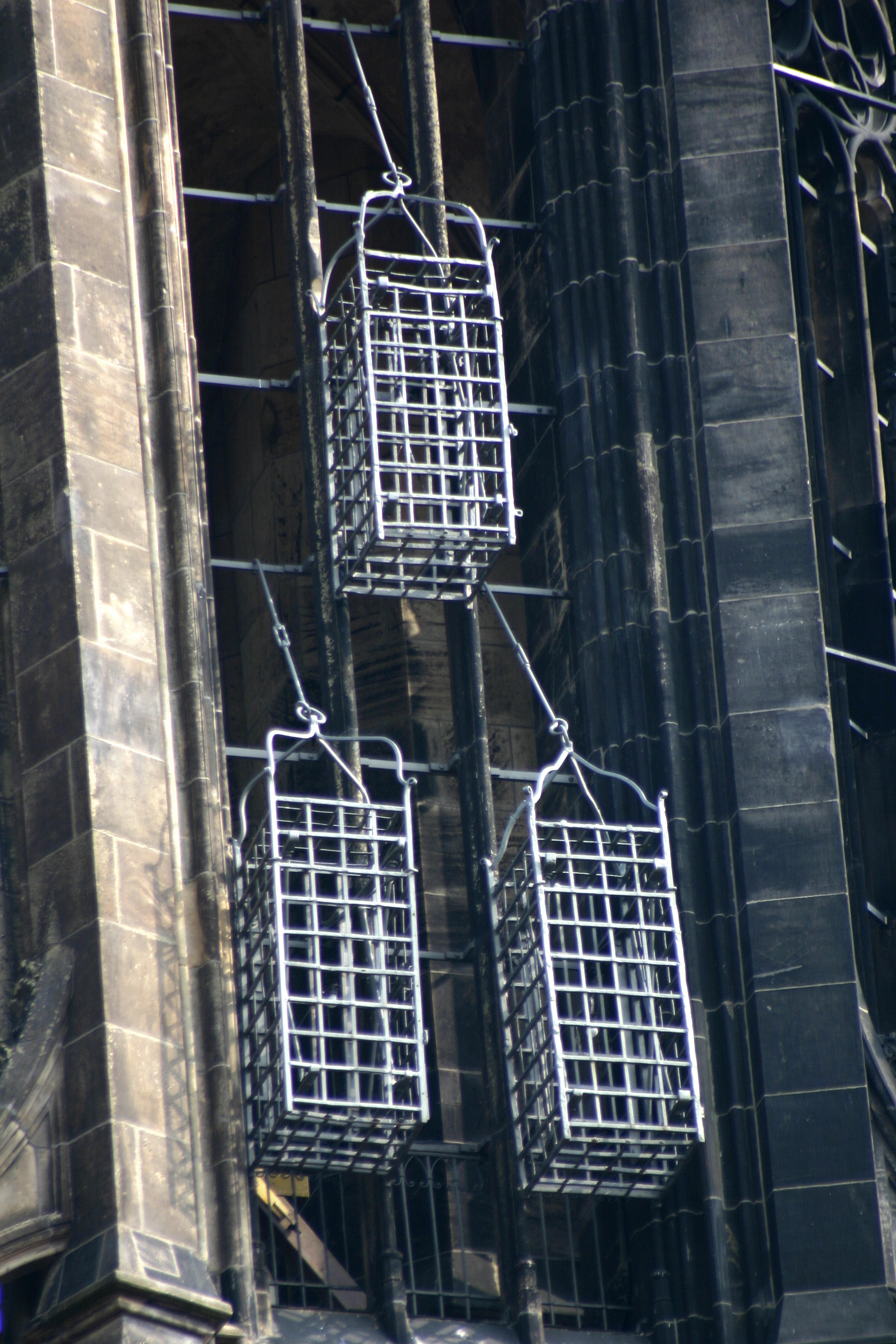
السلات المعلقة على كنيسة لامبيرت

شهدت المدينة فترة مأساوية ابان سيطرة حركة دينية متشددة عليها دعيت بحركة تجديدية العماد، وكان من رموزها جان بوكلسون (يوحنا الليداوي) الذي نصب نفسه ملكا حاكما على المدينة التي أطلق عليها اسم ممكلة صهيون وقام بإعادة معمودية سكانها بيديه وأطلق على المدينة اسم «أورشليم الجديدة» عام 1534م، وجعل خيرات المدينة مشاعا فيما بين أهلها كما أجاز أيضا تعدد الزوجات، ولكن مملكته الصغيرة تلك لم تستمر طويلا. فبعد أن حوصرت لمدة سنة كاملة سقطت أمام جيش الأسقف الأمير فرانز فون فالديك في 24 حزيران 1535، وقام أتباع الأسقف بتعذيب بوكلسون ورفاقه من المعمدين الجدد بصورة وحشية ثم إعدامهم وتعليق جثثهم في سلال معدنية كبيرة على كنيسة القديس لامبيرت، لإشاعة الخوف وإرهاب الخارجين عن سلطة الكنيسة. ولا زالت السلال معلقة منذ سنة 1535 حتى اليوم، يعقد البعض أنها أقفاص لا سلال، نتيجة بعض الكتابات والترجمات الخاطئة حول دولة المعمدين، منذ نهاية القرن الثامن عشر.
عقد فيها وفي أسنابروك المجاورة عام 1648 مؤتمر السلام التاريخي الذي انهى الحرب المذهبية المعروفة بحرب الثلاثين عاماً بين البروتستانت والكاثوليك في 24 تشرين الأول وكرس العلمانية في النظام السياسي الأوروبي عبر ما سمي صلح وستفاليا، وحرب الثمانين عاما بين إسبانيا والثوار الهولنديين قامت على أثره جمهورية الأراضي المنخفضة المتحدة السبع. في ذات الوقت تأجج الصراع من أجل استقلال مدينة مونستر. وبلغ ذروته في محاولة رفع المدينة إلى مقام «مدينة إمبراطورية حرة». فأصبح الصدام بين القوى الشعبية والإقطاع الديني حتميا. أدت الصدامات المباشرة بين قوات المدينة وقوات الأسقف الأمير كريستوف برنهارد فون غالن إلى حصار الأخير لمونستر لمدة ثمانية أشهر في سنة 1661، واحتلاله لها وسحب كافة الحقوق المدنية منها بشكل مؤقت.

## مونستر في عهد بروسيا
بعد أن توفي آخر أسقف أمير في عام 1801 قامت القوات البروسية في العام التالي باحتلال المدينة. ثم منحت الخطوة البروسية صيغة شرعية في عام 1803 عبر القرار الرئيس لمجلس مبعوثي الإمبراطورية الرومانية المقدسة للأمة الألمانية، قبل أن تغزو قوات نابليون المدينة وتحتلها سنة 1806. استمر الاحتلال الفرنسي لمونستر لغاية عام 1813 عندما تمكنت قوات بروسية وروسية مشتركة من تحريرها. ضمت رسميا للمملكة البروسية عبر قرارات مؤتمر فينا لعام 1815 وأصبحت عاصمة للولاية البروسية الفتية وستفاليا.

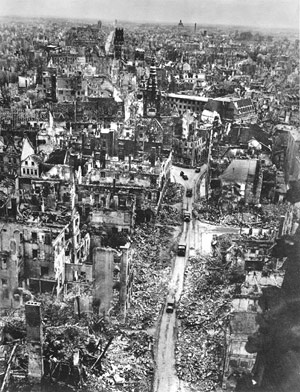
نظرة من كنيسة لامبرت على سوق البرنسيبال المدمر 1945

ارتفع عدد سكان مونستر في النصف الثاني من القرن التاسع عشر جراء الازدهار الاقتصادي وعمليات دمج بعض البلدات الصغيرة المجاورة، وتخطى المئة ألف نسمة عام 1915. فأصبحت مونستر تعتبر رسميا مدينة كبرى.
مع نهاية الحرب العالمية الأولى أعلنت الجمهورية الألمانية في ساحة هيندنبورغ بالتزامن مع إعلانها في العاصمة برلين في التاسع من تشرين الثاني 1918. وكلف مجلس عسكري بتدبير شؤون المدينة، إلا أن الجنرال اوسكار فون فاتر ألغاه في شباط من عام 1919.

## عهد النازية
أصبحت مونستر، مع بداية صعود القومية الاشتراكية مركزاً لإقليم (بالألمانية: Gau) «شمال بلاد مونستر» ثم لشرطة النظام التي ساهمت بشرطييها ال 200000 في عمليات القتل الجماعي لليهود والسينتيين والروماويين والمثيليين وغيرهم من الأقليات. لكن إحدى الشخصيات برزت من مونستر لتتصدى لبطش النظام النازي. كان كلمنس أوغوست غراف فون غالن أسقف أبرشية مونستر الكاثوليكية من أشد المقاومين للنازيين ولعصابات الغستابو (الشرطة السياسية). كما أحتج مرارا على قمع النازيين للمؤسسات الكاثوليكية وبرامج القتل المنظم للمواطنين المعاقين مما جعل له شهرة حتى خارج حدود المدينة وسمي بأسد مونستر.
تعرضت المدينة لخراب شامل خلال الحرب العالمية الثانية وباتت من أكثر المدن الألمانية تعرضاً للدمار، فقد دمرت 91% من مباني البلدة القديمة في الوسط و63% من مجمل مباني المدينة كلها جراء إستراتيجية «قصف المعنويات» البريطانية. أعيد بناء قلب المدينة التاريخي في خمسينيات القرن العشرين، بعكس معظم المدن الألمانية الأخرى، وبإلحاح من مواطني مونستر بشكل يشابه الوضع السائد ما قبل الحرب.

## ما بعد الحرب
في 18 حزيران 1990 التقى وزيرا الخارجية الألماني والسوفياتي، هانز ديتريش غينشر وإدوارد شيفردنادزه في مبنى البلدية التاريخي، للتحضير لمحادثات «اثنين زائد أربعة»، لتمهيد الطريق أمام عملية إعادة توحيد ألمانيا. واستقبلوا من قبل مواطني المدينة بحفاوة في سوق البرنسيبال.

### إدراجات

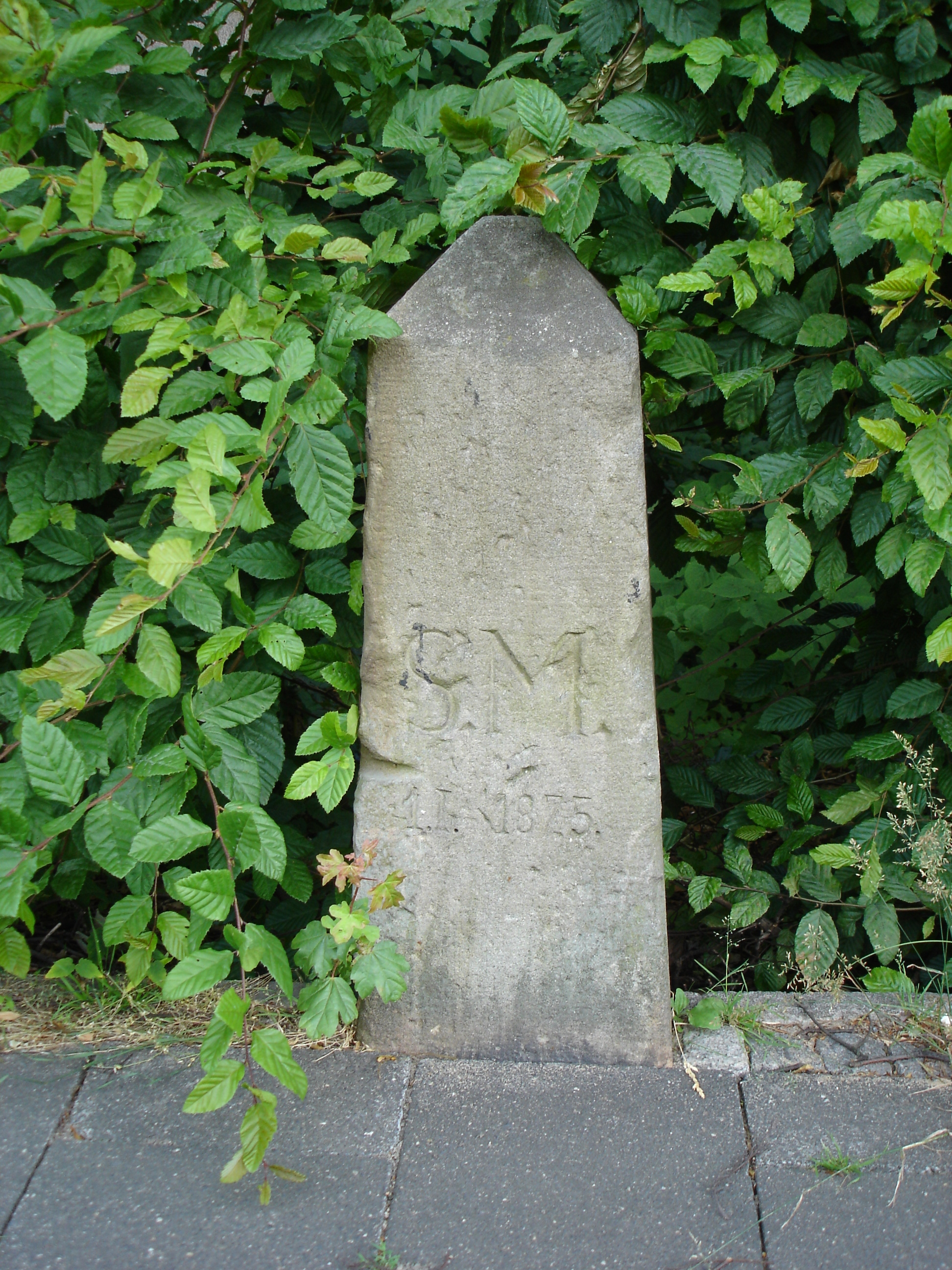
حجر حدود على شارع غريفن قرب مسكمب، بعد الإدراجات الأولى في سنة 1875

كانت مونستر عام 1816 بمساحة 1.89 كلم² و7983 نسمة لكل كلم² أكثر المدن كثافة سكانية في وستفاليا. لكنها شهدت في مسيرتها من مدينة عصور وسطى إلى مدينة حديثة كبرى العديد من إدراج بلدات وقرى وخراجات إليها:
| السنة | مناطق مدرجة | مساحة (كلم²) |
| ----- | --- | ------------ |
| 1875  | أجزاء من بلديات لامبرت، القديس موريس، وعبر النهر                                                                                | 8,9          |
|       | توازي تقريبا، المنطقة الواقعة داخل الطريق الدائري الداخلي للمدينة، إضافة لأحياء الصليب، موريس، هانزه والروح القدس.              |              |
| 1903  | لامبرت: غرمندورف ولدنهايده، جبل فيدل، مدينة بحيرة آ، ومكلنبك.                                                                   | 56,4         |
|       | عبر النهر: كندرهاوس، غيفنبك وزنتروب                                                                                             |              |
|       | أجزاء من القديس موريس: رومبهورست، وأجزاء أخرى من حي القديس موريس الحالي                                                         |              |
| 1956  | أجزاء من كورهايده، كمبر، وغلمر، موحدة بحي كورده.                                                                                | 6,6          |
| 1975  | مديرية القديس موريس مع بلديات القديس موريس، هندورف، هيلتروب، أملسبورن وشبراكل.                                                  |              |
|       | من مديرية روكسل بلديات ألبختن، نينبرغه وروكسل، في حين ضمت البلديتان الباقيتان من مديرية روكسل بوزنزل وهافيكسبك إلى قضاء كوزفلد. | 228,4        |
|       | من مديرية فولبك بلديات أنغلموده وفولبك، في حين ضمت باقي بلديات المديرية ألبرسلوه، ألفرسكيرخن ورينكروده إلى قضاء وارندورف.       |              |